# Partytält

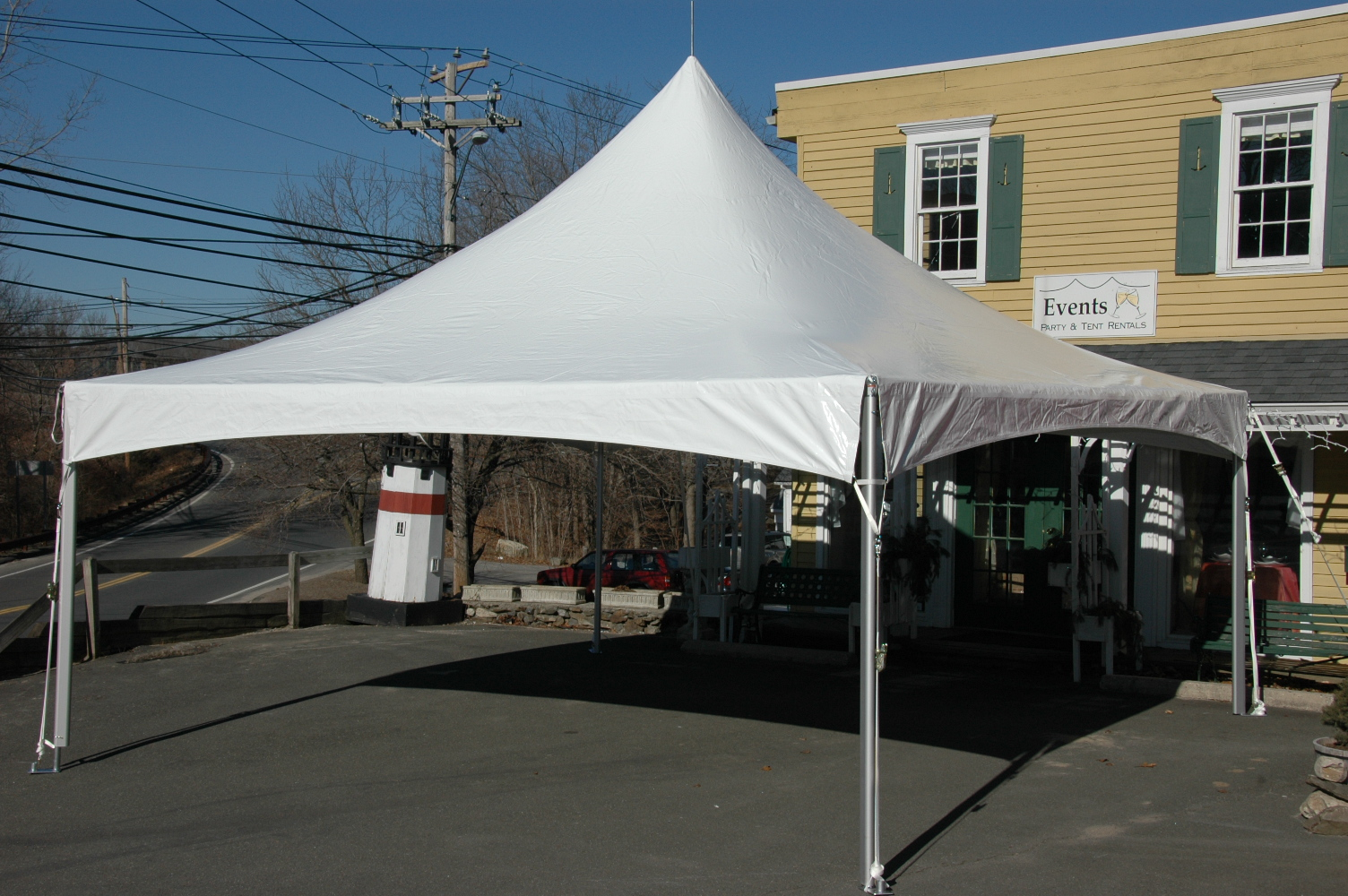
Partytält

Ett partytält är ett slags tält som är anpassat för evenemang som bröllop, gårdsfester, mässor, försäljningar, festivaler med mera. De finns i en mängd olika utföranden och är anpassade från mindre sällskap på sex personer upp till flera tusen.
I Sverige ska partytält som rymmer fler än 100 personer ha ett godkännandebevis från Sveriges Tekniska Forskningsinstitut. Tältdukarna ska vara godkända av SITAC och vara max 5 år gamla. Godkännandet kan förlängas 2 år efter brandtester. Konstruktionen skall ombesiktas vart femte år. Godkända partytält finns att hyra från ett flertal uthyrningsföretag, som ofta även är återförsäljare för godkända tältmodeller.